# 7988 Pucacco
A 7988 Pucacco (ideiglenes jelöléssel (7988) 1981 EX30) a Naprendszer kisbolygóövében található aszteroida. Schelte J. Bus fedezte fel 1981. március 2-án.